# František Xaver Dušek
František Xaver Dušek, noto anche sotto le varianti Duschek, Duscheck e Dussek (Chotěborky, battezzato 8 dicembre 1731 – Praga, 12 febbraio 1799), è stato un compositore, musicista e insegnante ceco. Fu uno dei più importanti clavicembalisti e fortepianisti della sua epoca.

## Biografia
František Xaver Dušek nacque a Chotěborky, vicino a Jaroměř, in Boemia. Figlio di un contadino, grazie al supporto del conte Johann Karl Sporck poté frequentare il Ginnasio Gesuita di Hradec Králové. Successivamente studiò musica a Praga sotto la guida di Franz Habermann e quindi a Vienna con Georg Christoph Wagenseil. Intorno al 1770 tornò a Praga, città nella quale rimase per il resto della sua vita. Nella capitale boema acquisì fama sia come insegnante di musica che come pianista. Tra i suoi allievi ebbe il celebre Leopold Kozeluch, Jan Vitásek, Vincenc Mašek e Carl Thomas Mozart (figlio di Wolfgang Amadeus).
Wolfgang Amadeus Mozart fu suo ospite presso la sua Villa Bertramka a Kosiře, fuori Praga, luogo dove terminò le sue opere Don Giovanni nel 1787 e La clemenza di Tito nel 1791.
La moglie di Dušek, Josepha Hambacher (1753-1824), fu anch'ella pianista, nonché celebre soprano.

## Considerazioni sull'artista
Dušek fu il più importante compositore boemo di musica strumentale della seconda metà del XVIII secolo. La maggior parte dei suoi lavori furono composti tra il 1761 e il 1796 e sono per lo più sonate, variazioni, concerti, sinfonie e quartetti per archi. Stilisticamente la sua musica si colloca tra il periodo galante e il primo classicismo, nonostante presenti talvolta tratti tipici dell'epoca barocca.

## Composizioni

### Musica strumentale

#### Musica per orchestra
- 37 sinfonie
- 2 serenate
- 13 minuetti
- 9 concerti per clavicembalo/fortepiano
- 4 concertini per clavicembalo, violino, violoncello
- Concertino in la magg. per clavicembalo, flauto, violino, violoncello e basso
- Concertino in si magg. per clavicembalo, violino e basso
- Concertino in sol magg. per clavicembalo, 2 violini, viola e basso
- Concertino in sol magg. per clavicembalo, violino, viola e basso

#### Musica da camera
- 37 partite per 2 oboi, 2 corni e 2 fagotti
- 6 partite per 2 oboi, 2 corni e fagotto
- 6 partite per 2 oboi e fagotto
- 21 quartetti (quadri, divertimenti) per archi
- Serenata in do magg. per quartetto d'archi
- 21 trii (divertimenti) per 2 violini e basso
- Notturno in la min. per 2 violini e basso
- Serenata in la magg. per 2 violini e basso
- Divertimento in fa magg. per 2 violini, 2 corni, viola e basso
- 2 divertimenti (re magg., mi magg.) per violino, viola, 2 corni e basso
- Serenata in mi magg. per violino, corno inglese, viola, corno e fagotto

#### Musica per tastiera
- Almeno 16 sonate
- Andante con variazioni
- Andante con minuetto in sol magg.
- 6 sonatine
- 4 variazioni
- 5 sonate per 4 mani
- 2 divertimenti per 4 mani
- 2 variazioni per 4 mani
- Minuetto in do magg. per 4 mani
- Altre composizioni minori

### Musica vocale
- 5 canzoni nei Kinder und Kinderfreunde von F.A. Spielman mit Melodien von Vinzenz Maschek und Franz Duschek
- Diversi lavori sacri